# 戸川達安
戸川 達安（とがわ みちやす）は、安土桃山時代から江戸時代前期にかけての武将、大名。当初は備前の宇喜多氏の家臣（知行2万5,600石）であったが出奔、関ヶ原の戦いでは東軍に属し、その功により備中国庭瀬藩初代藩主となる。

## 生涯
永禄10年（1567年）、宇喜多氏家臣・戸川秀安の嫡男として生まれる。戸川氏は美作菅氏の一流だったとされる。
天正7年（1579年）、備前辛川の役において13歳で初陣を飾り、小早川隆景を撃破。父・秀安の隠居により家督を相続し、備前の常山城を守備した。織田軍と共に備中高松城攻めに参陣し、毛利方の支城である冠山城、宮路山城、加茂城などを攻略した。小牧・長久手の戦いや紀州根来攻めにも参陣した。四国征伐に一宮城攻め、九州征伐に岩石城と益富城、日向高城攻め、小田原征伐に山中城、小田原城攻略、文禄・慶長の役に加藤清正をオランカイ境に援け、碧蹄館の戦いや幸州山城の戦い、第二次晋州城の戦い、南原城の戦いに奮戦、常に宇喜多軍の主力として出陣、戦陣に武勇や知略を発揮して数々の戦功を立てた。特に「根白坂の戦い」に勇猛の島津軍と対戦して、大勢の敵兵を討ち取り一番討ちの戦功を立てるの大勝利と知られる。
当時の宇喜多氏は直家の没後、父の秀安も含めた宇喜多三老と呼ばれる重臣が当主の秀家を後見する体制をとっていた。しかし、天正19年（1591年）に長船貞親が暗殺され、文禄元年（1592年）には、岳父でもある岡豊前守（家利、元忠）が病死し、直家時代の重臣が不在となったため、達安が国政を任されることになる。
しかし、文禄3年（1594年）、突如として秀家からその座を解任された。これは秀家が達安より長船紀伊守を寵愛し、国政を任せたかったためと言われている。しかしこのことで達安は紀伊守と対立し、主君・秀家にも不満を抱くようになる。前田氏から豪姫の輿入れに際し、新たに取り立てられた新参家臣である中村次郎兵衛が秀家の信任を受けると、達安と秀家との溝はますます深まった。秀家や豪姫がキリシタンに関心を示すと、日蓮宗の信者が大半を占める宇喜多家中は動揺し、さらに紀伊守が急死するなど、家中の緊張は臨界点に達する。
慶長5年（1600年）1月、宇喜多家中でお家騒動が発生した（宇喜多騒動）。これは前年に死去した長船紀伊守の後を継いで国政を担った中村次郎兵衛に対して、達安が宇喜多詮家や岡越前守とともに反感を持っており、一触即発の事態にまで至ったものである。しかし徳川家康の調停があって宇喜多氏を退去し、家康の家臣となった。なお、徳川家康と宇喜多秀家を含む反徳川陣営の衝突が避けられなくなった同年8月に達安は宇喜多氏に残っていた明石守重に対して書状を送っており、その中で達安は自分としては宇喜多家の滅亡につながるような事態は望まないと釈明しながらも「秀家御仕置にてハ国家不相立」と述べて秀家の政務に対する不満を公言している。同年の関ヶ原の戦いでは東軍に与して、前哨戦の木曽川・合渡川の戦いに一番槍の功を立て、本戦も戦功を挙げた。この際に加藤嘉明に陣借りしたともいわれる。また、早島戸川氏に伝わる伝承によれば、石田三成の重臣である島清興を討ち取ったともいい、その際に持ち帰ったとされる清興の兜が久能山東照宮博物館に所蔵されている。戦後、備中庭瀬に3万石を与えられた。大坂の陣にも参陣して戦功を挙げ、徳川家臣として重用され、江戸城内の御伽衆に加えられ、戦陣体験を若い旗本に伝えたという。
元和5年（1619年）、福島正則が改易された際、広島城に向かい永井直勝、安藤重信と共に三奉行としてその後の処理を担当した。
寛永4年（1628年）12月25日に死去。享年62。次男の正安が跡を嗣いだ。長男に平助（一斎）がいたことが分かっているが、廃嫡されている。また、三男の令安、四男の安尤、五男の安利は旗本としてそれぞれ分家を興している（）。
現在、徳川美術館に所蔵されている短刀「戸川志津」の所持者。

## 評価
「人体長高、太く逞しく、力量衆に超え...年老いては偏に仁王の如し」(宇喜多家史談会会報第七號、戸川家記により)

## 系譜
- 父：戸川秀安（1538年 - 1597年）
- 母：石川晴清の娘
- 正室：長船紀伊守（長船綱直とは別人か）の娘
- 継室：岡元忠の娘
  - 次男：戸川正安（1606年 - 1669年）
- 生母不明の子女
  - 長男：平助
  - 女子：日置左門室
  - 女子：堀直景正室 - のち岡家重室
  - 女子：戸川又左衛門室
  - 女子：花房幸次正室
  - 三男：戸川令安 - 子孫は旗本3百俵
  - 四男：戸川安尤（? - 1650年） - 分知を受け早島3千400石。
  - 五男：戸川安利（1616年 - 1664年） - 分知を受け帯江3千300石。
  - 八男：戸川安吉
  - 九男：戸川達躬
  - 女子：村上三正室